# تورین (نیویورک)
تورین، نیویورک (به انگلیسی: Turin, New York) یک منطقهٔ مسکونی در ایالات متحده آمریکا است که در ایالت نیویورک واقع شده‌است.

## خصوصیات
تورین ۷۶۱ نفر جمعیت دارد.